# Haus Heidhorn

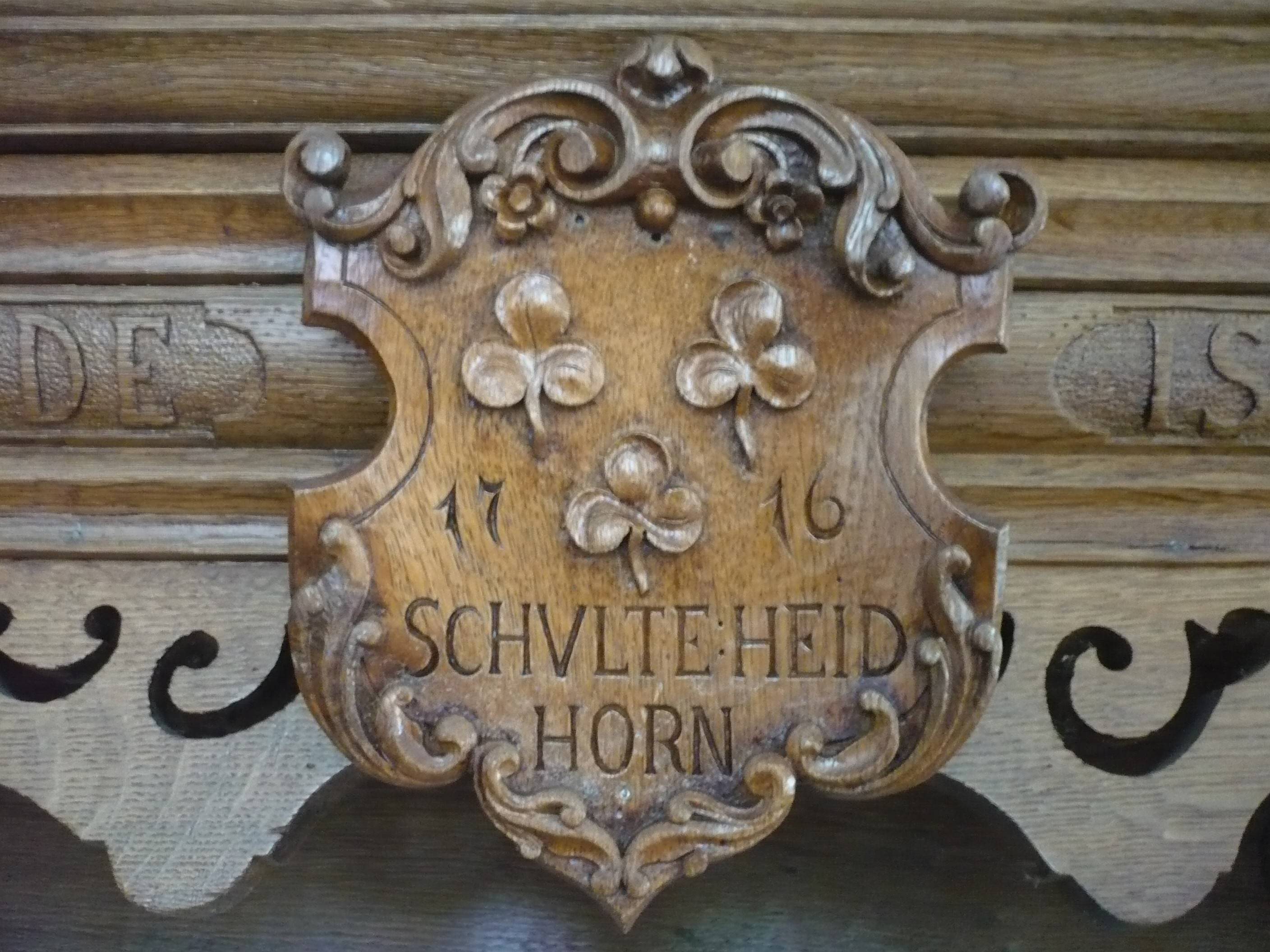
Wappen des „Schulte Heidhorn“ von 1716

Haus Heidhorn ist ein ehemaliger Gutshof an der südlichen Stadtgrenze der kreisfreien Stadt Münster in Nordrhein-Westfalen, zwischen den Waldgebieten Davert und Hohe Ward gelegen.

## Gutsgelände

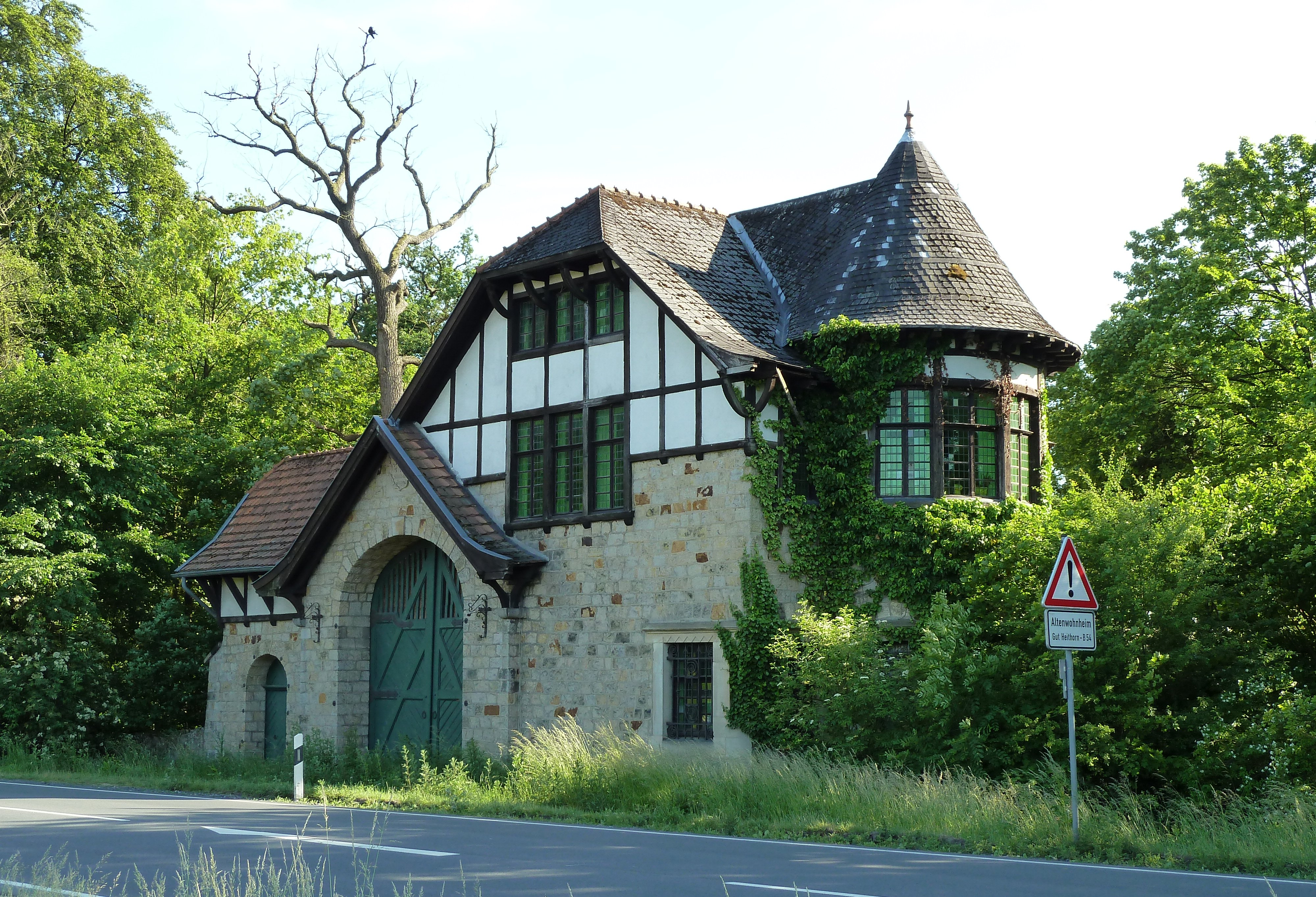
Torhaus von Haus Heidhorn, erbaut 1904

Das Gelände von Haus Heidhorn stellt sich heute als rund drei Hektar großer Park dar, der durch ein Arboretum im Norden und Wiesenflächen mit einem Teich im Süden geprägt ist. Vom ursprünglichen Gutshof im Norden sind noch teilweise die spätmittelalterliche Gräfte, eine Scheune, eine Remise, ein Spieker, dessen Fachwerk aus dem Jahr 1667 stammt, und auf der östlichen Straßenseite der Bundesstraße 54 zwei deutlich sichtbare barocke Torpfeiler erhalten. Sie markieren den Zugang zum jetzigen Waldgebiet der Hohen Ward. Ein weiteres Paar steht genau gegenüber auf der Westseite der Bundesstraße. Es war viele Jahre vollständig von Efeu umhüllt und wurde erst kürzlich freigelegt. Ein weiterer dieser heute zusammenhanglos wirkenden, sandsteinernen Pfeiler befindet sich ebenfalls an der Bundesstraße wenige Meter südöstlich des Torhauses. Die Scheune und Remise stammen aus der zweiten Hälfte des 19. Jahrhunderts. Das Torhaus wurde erst 1904 über der Gräfte unmittelbar an der Bundesstraße errichtet, die dafür zum Teil zugeschüttet wurde. Es ist das „jüngste“ der historischen Gebäude des Ensembles. Dessen Natursteine sollen zumindest zum Teil aus der Stadtbefestigung Münsters stammen. Im Süden der Anlage wurden in den 1960er und 1970er Jahren eine Kapelle, das Schwesternhaus mit Klausurgang sowie ein kleines Schwimmbad und das Altenwohnheim neu errichtet. In der Krypta der als Ovalkirche errichteten Kapelle sind das Stifterehepaar – dessen Grabstein im benachbarten Arboretum steht – sowie der Hauslehrer und spätere Eberswalder Forstzoologe Bernard Altum beigesetzt.

## Geschichte
Die ersten urkundlichen Hinweise auf das Haus Heidhorn gibt es aus dem Jahr 1235, als der Ritter Themo de Berle ein zum Gut gehörendes Waldstück an das Kloster St. Aegidii verkaufte. Kurze Zeit später ging Haus Heidhorn schließlich gänzlich in den Besitz dieses Klosters über. Bis ins Jahr 1795 gibt es zumindest Belege über grundherrliche Abgaben von Sankt Aegidii. In den Folgejahren litten die Bewohner von Haus Heidhorn offenbar wiederholt unter marodierenden Söldnern spanischer, niederländischer und auch preußischer Truppen. 1812 wurde das Gut nach der Besetzung durch napoleonische Truppen französisch.
1844 kaufte der Münsteraner Kaufmann Josef Hötte das Gut Haus Heidhorn. Er übertrug es später auf seinen Neffen Josef Hötte, Sohn des wohlhabenden Pelzwarenhändlers Franz Hötte. Josef Hötte jun. führte Haus Heidhorn aber relativ uneigennützig, vielmehr richtete er ein Erholungs- und Altersheim für Ordensschwestern der Schwestern von der Göttlichen Vorsehung ein. Außerdem vergrößerte er in den folgenden Jahrzehnten den Grundbesitz nach und nach nicht nur in Hiltrup, sondern auch in den Kirchspielen Rinkerode und Amelsbüren. Schon 1898 gehörten zu Haus Heidhorn 294 Hektar Wald, Heide und Ackerland. Nachdem Josef Hötte jun. 1919 ohne Erben verstarb, übernahm die Stiftung Heidhorn die Verwaltung des Gutes, die den Betrieb als „Erholungsheim für die Genossenschaft der Schwestern von der Göttlichen Vorsehung“ fortführte.

## Aktuelle Nutzung

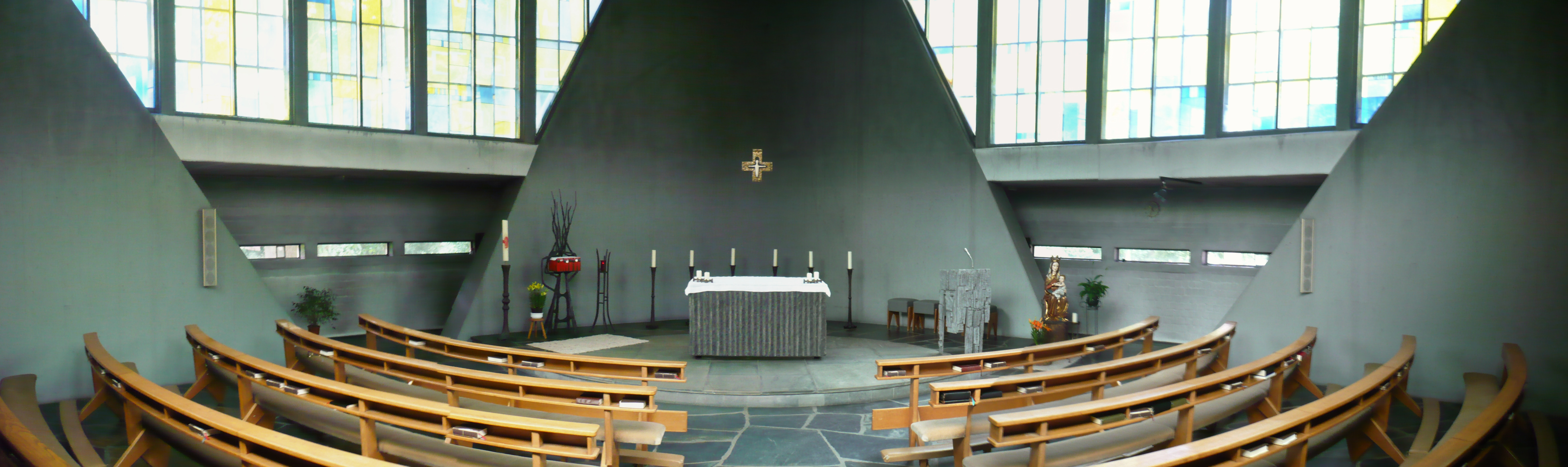
Kapelle von Haus Heidhorn

Inzwischen ist auf Haus Heidhorn unter anderem ein Altenwohnheim untergebracht, das seit den 1970er Jahren vor allem Nichtordensangehörige beherbergt. Die Verwaltung hat die katholische Brüderschaft der Alexianer inne. 2010 wurde ein neues Gebäude östlich des Schwesternhauses zur Bundesstraße bezogen, das zunächst als Ersatz des bestehenden Altenwohnheims aus den 1960er Jahren dient.

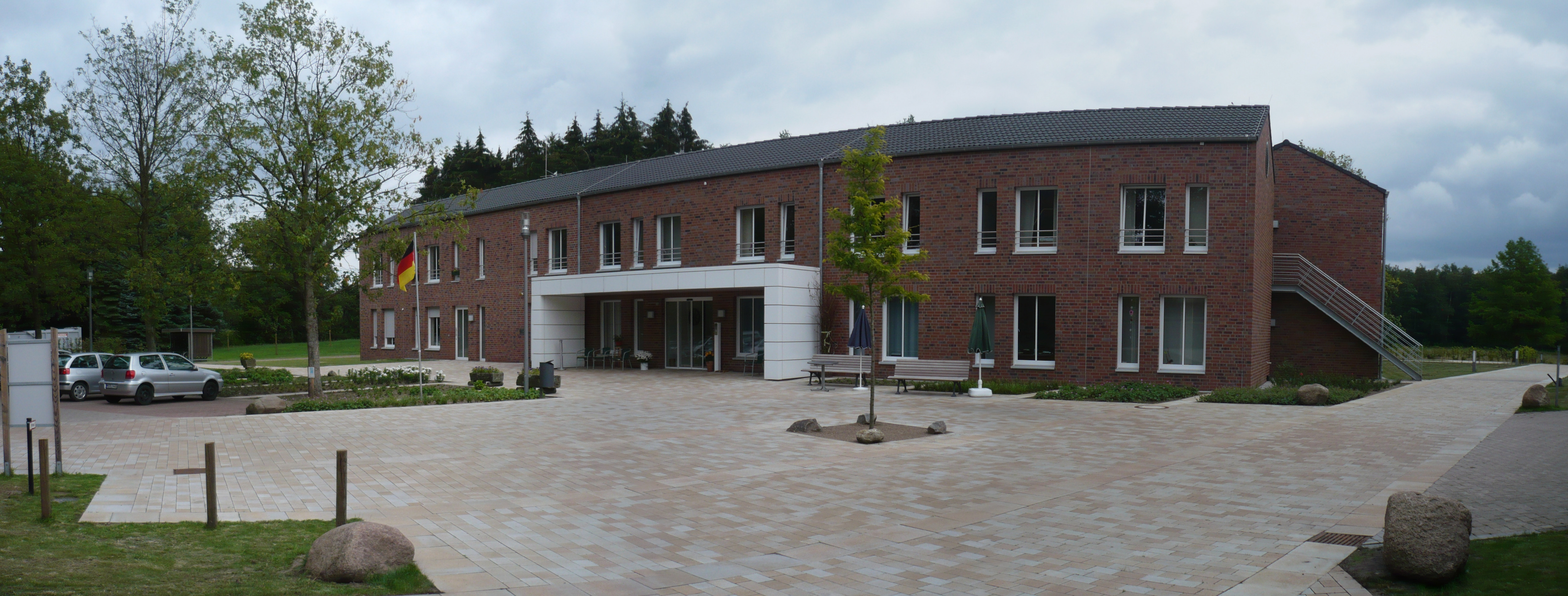
Haus Heidhorn, Altenheim – Neubau von 2010

Im ehemaligen Schwesternhaus von Haus Heidhorn ist seit dem Frühjahr 2008 die NABU-Naturschutzstation Münsterland ansässig. Im Zuge ihrer Aufbauarbeit wurde der ehemalige Nutzgarten der Schwestern für die natur- und umweltpädagogische Arbeit reaktiviert. Dieser Garten wird inzwischen auch für die gartentherapeutische Arbeit mit demenziell Erkrankten genutzt, aber auch Hiltruper Schüler Offener Ganztagsschulen sind hier tätig.